# Garra qiaojiensis
Garra qiaojiensis är en fiskart som beskrevs av Wu och Yao, 1977. Garra qiaojiensis ingår i släktet Garra och familjen karpfiskar. IUCN kategoriserar arten globalt som otillräckligt studerad. Inga underarter finns listade i Catalogue of Life.